# 青木弘司 (建築家)
青木 弘司（あおき こうじ、1976年8月3日 - ）は、日本の建築家。AAOAA一級建築士事務所共同主宰。
現在、AAOAA一級建築士事務所共同主宰。武蔵野美術大学、東京造形大学、前橋工科大学、早稲田大学、文化学園大学、東京都市大学、法政大学非常勤講師。

## 人物・経歴
北海道生まれ。北海道札幌西高等学校をへて、北海学園大学工学部建築学科卒業後、室蘭工業大学大学院を2003年に修了。
2003年（平成15年）〜2011年（平成23年）- 藤本壮介建築設計事務所勤務。2011年青木弘司建築設計事務所設立。
藤本壮介建築設計事務所在籍中は、医療福祉施設や図書館から東京都内の小住宅に至るまで、事務所の創設期から約8年にわたり大小さまざまなプロジェクトに関わる。
「伊達の援護寮」では日本建築家協会 JIA 新人賞を、「情緒障害児短期治療施設」では 2006年度 AR Awards 最優秀賞、2007年度日本建築家協会 JIA 日本建築大賞など、担当した作品が国内外で多数の賞を受賞。
2012年（平成24年） 武蔵野美術大学非常勤講師。2013年（平成25年）- 東京造形大学非常勤講師。2014年（平成26年）〜2015年（平成27年） 東京理科大学非常勤講師。2018年（平成30年）- 合同会社AAOAA一級建築士事務所設立。

## 賞歴
- 2016年（平成28年）、第15回ヴェネチア・ビエンナーレ国際建築展日本館の出展作家[7]に選定され、特別表彰を受賞
- 2019年「伊達の家」[8]（『新建築住宅特集』1711[9]）で2019年第2回JIA北海道支部建築大賞、2019飯田善彦審査委員長賞受賞、第3回日本建築設計学会賞受賞、2021年日本建築学会北海道支部第46回北海道建築奨励賞受賞
- 2021年「相模原の家[10]」（『新建築住宅特集』2004[11]）で東京建築士会住宅建築賞2021受賞[12]
- 2024年「水戸の美容室[13]」（『GA JAPAN』183[14]）で第37回茨城建築文化賞に入選[15]

## 作品
| 名称                                                | 年    | 所在地               | 用途                                 |
| --------------------------------------------------- | ----- | -------------------- | ------------------------------------ |
| House M                                             | 2010  | 東京都               | アトリエ併設住宅                     |
| 「monowano」2011 暮れ々展 〜暮れ々〜 タベルをカコム | 2011  | 東京都               | 会場・舞台セット                     |
| 門脇研究室                                          | 2012  | 神奈川県             | 大学研究室のインテリア               |
| 「新しい建築の楽しさ」展                            | 2012  | 東京都               | 会場構成と什器のデザイン             |
| 青木弘司展「山岸邸」                                | 2012  | 東京都               | 個展                                 |
| 伊達の工場                                          | 2013  | 北海道伊達市         | 店舗併設パン工場（就労支援施設）     |
| 調布の家                                            | 2014  | 東京都調布市         | 賃貸併用住宅のリノベーション         |
| “Coffee & Music” LIVE                               | 2015  | 千葉県流山市         | 舞台セット                           |
| 「JUTAKU Timeline」展                               | 2015  | 東京都               | 会場構成と企画協力                   |
| 我孫子の家                                          | 2015  | 千葉県我孫子市       | 戸建て住宅のリノベーション           |
| 川崎の家                                            | 2016  | 神奈川県川崎市       | 戸建て住宅のリノベーション           |
| ヴェネチア・ビエンナーレ国際建築展                  | 2016  | イタリアヴェネツィア | 日本館／en: art of nexus             |
| 赤羽の家                                            | 2017  | 東京都北区           | 戸建て住宅                           |
| 伊達の家                                            | 2017  | 北海道伊達市         | 戸建て住宅                           |
| 新宿のショールーム                                  | 2018  | 東京都               | タイルメーカーのショールーム         |
| 霞ヶ浦の自動車学校                                  | 2018  | 茨城県土浦市         | 自動車学校の校舎と寮                 |
| 運河の家                                            | 2018  | 千葉県流山市         | 戸建て住宅のリノベーション           |
| ニセコの家                                          | 2018  | 北海道虻田郡         | 戸建て住宅                           |
| 富浦の寮                                            | 2019  | 千葉県南房総市       | 臨海学校の寮                         |
| 洞爺湖のレストラン                                  | 2019  | 北海道洞爺湖町       | レストラン                           |
| 神楽坂のレストラン（La Châtaigne）                  | 2019  | 東京都新宿区         | 飲食店のインテリア                   |
| 立川のレストラン                                    | 2020  | 東京都立川市         | レストランのインテリア               |
| 相模原の家                                          | 2020  | 神奈川県相模原市     | 長屋                                 |
| 麻布十番のレストラン                                | 2022  | 東京都               | テナントビル                         |
| 門前仲町プロジェクト                                | 2021- | 東京都               | ギャラリー、住宅                     |
| 伊達の工場と店                                      | 2023  | 北海道伊達市         | 就労継続支援施設（パンの工房と店舗） |
| 都立大学の家                                        | 2023  | 東京都目黒区         | 住宅、飲食店                         |
| 水戸の美容室                                        | 2023  | 茨城県水戸市         | 美容室                               |
| 高岡プロジェクト                                    | 2023  | 富山県高岡市         | 病院（リハビリテーション室）         |

## 出版
- 『KJ』2020年8月号 KJ出版 2020年7月15日 ISBN 4904285786
- 「沈潜した事物を掘り起こすための経験として、建築を読む」『新建築.ONLINE』2021.11.25（2023年4月8日閲覧）
- 「時間性の修辞から生まれる形式」『新建築住宅特集』2014年11月 89P 新建築社
- 「特集論考：人間の主体性を取り戻す建築」『新建築住宅特集』2017年11月号 新建築社

### 共著
- 「モノのレイヤーに住む　伊達の家」『新建築住宅特集』2016年1月号 33P 青木弘司／青木弘司建築設計事務所＋中川純／早稲田大学大学院 新建築社
- 「【建築論壇】座談会：弱い枠組みがつくるタフな空間と社会 他者を許容する建築の可能性」『新建築』2014年8月号 青木弘司×猪熊純×仲俊治×門脇耕三 新建築社